# دوقية ساكسونيا غوتا ألتنبورغ
دوقية ساكسونيا غوتا ألتنبورغ (بالألمانية: Herzogtum Sachsen-Gotha-Altenburg) دوقية حكمها الفرع الإرنستي من آل فتن في ولاية تورنغن اليوم، ألمانيا.
تأسست إسمياً في عام 1672 عندما توفي فريدرش فيلهلم الثالث آخر دوقات ساكسونيا ألتنبورغ، ورثه إرنست الأول دوق ساكس غوتا (متزوج من ابن عم فريدرش فيلهلم إليزابيث صوفيا) الجزء الأكبر من ممتلكاته. اعتادت الدوقيات الإرنستية على الاندماج والتقسيم، انقسمت دوقية إرنست المتجمعة مرة أخرى بعد وفاته في عام 1675، دخلت دوقية ساكسونيا غوتا ألتنبورغ الكاملة إلى حيز الوجود مع عام 1680 مع انتهاء هذا الانقسام وانضمام ابنه البكر فريدرش الأول إلى تقسيم تركز حول مدينتي غوتا وألتنبورغ.
ظل مقر فريدرش في قصر فريدنشتاين في غوتا. أمن بشكل حاسم ممتلكات عائلته مع تفعيل البكورة في سنة 1685. مع ذلك عندما توفي آخر دوقين أوغست وشقيقه فريدرش الرابع دون وريث ذكر، انقرض آل ساكس غوتا-ألتنبورغ في عام 1825 ونشأت خلافات بين الخطوط الإرنستية الثلاثة المتبقية بشأن الخلافة.
بعد التحكيم من قبل فريدرش أوغسطس ملك ساكسونيا في 1826 ثم تمرير ألتنبورغ إلى دوق ساكس-هيلدبورغهاوزن بالمقابل التنازل عن بعض المدن لصالح دوقية ساكس-مايننغن، وفي حين تم تمرير غوتا إلى دوقية ساكسونيا كوبورغ زالفلد بالمقابل التنازل عن زالفلد لصالح ساكس-مايننغن.